# Чемпионат СССР по шорт-треку
Чемпионат СССР по шорт-треку — ежегодное соревнование по шорт-треку, проводившее с 1988 по 1991 год. В 1992 году, после распада СССР, проводился чемпионат СНГ.
К 1985 году шорт-трек добрался до СССР. По крайней мере, когда в 1985 году пришло приглашение на Всемирную Универсиаду в Италию, наше общество «Буревестник» отправило на Апеннины обычных конькобежцев. Правда, уже через полгода допущенную ошибку принялись энергично исправлять. 30 октября 1985 года коллегия Спорткомитета СССР приняла решение о развитии нового вида спорта в стране, а уже в начале 1986 состоялся первый матч «Москва-Ленинград». В этом же году мы впервые приняли участие в чемпионате мира. Чемпионаты СССР стали проводиться в 1988 году.

## Призёры

### Мужчины

#### Многоборье
| Сезон   | Дата              | Место     | Золото         | Серебро        | Бронза                        |
| 1987/88 | 23-24 апреля 1988 | Горький   | Алексей Быков  | Сергей Козулин | Владислав Мельников           |
| 1988/89 | 21-24 апреля 1989 | Омск      | Игорь Трунин   | Алексей Быков  | Сергей Лымарь                 |
| 1989/90 | 20-22 апреля 1990 | Ленинград | Дмитрий Ершов  | Сергей Лымарь  | Сергей Козулин, Алексей Быков |
| 1990/91 | 4-6 января 1991   | Рыбинск   | Андрей Минцев  | Дмитрий Ершов  | Александр Жуков               |
| 1991/92 | 4-6 апреля 1992   | Рыбинск   | Сергей Козулин |                |                               |

#### Эстафета
| Год     | Дата              | Место     | Золото                                                                   | Серебро                                                                      | Бронза                                                           |
| 1987/88 | 23-24 апреля 1988 | Горький   | Ленинград Алексей Быков Сергей Лымарь Игорь Трунин П. Рябков             | Украина                                                                      | Москва Сергей Степанов Владислав Мельников                       |
| 1988/89 | 21-24 апреля 1989 | Омск      | Профсоюзы-1 Алексей Быков Николай Третьяков Игорь Трунин Александр Жуков | Профсоюзы-2 Михаил Воскресенский Андрей Голуб Альберт Тимербулатов Р.Баширов | место не присуждалось                                            |
| 1989/90 | 20-22 апреля 1990 | Ленинград | ВС Сергей Лымарь Андрей Минцев Игорь Трунин Артём Сизов                  | «Динамо» Сергей Степанов Дмитрий Ершов Алексей Тукманов Игорь Пискунов       | Профсоюзы Алексей Быков Николай Третьяков Игорь Озеров А. Ющенко |
| 1990/91 | 4-6 января 1991   | Рыбинск   | Ленинград Сергей Лымарь Игорь Трунин Алексей Быков Артём Сизов           | РСФСР-2 Игорь Пискунов Владимир Челядинский С. Романов M. Аймалетдинов       | Москва дисквалифицирована                                        |

### Женщины

#### Многоборье
| Сезон   | Дата               | Место     | Золото            | Серебро             | Бронза            |
| 1987/88 | 23-24 апр апр 1988 | Горький   | Виктория Троицкая | Светлана Третьякова | Светлана Махляева |
| 1988/89 | 21-24 апреля 1989  | Омск      | Марина Пылаева    | Юлия Аллагулова     | Наталья Исакова   |
| 1989/90 | 20-22 апреля 1990  | Ленинград | Наталья Исакова   | Юлия Аллагулова     | Марина Ачинова    |
| 1990/91 | 4-6 января 1991    | Рыбинск   | Юлия Аллагулова   | Марина Пылаева      | Юлия Власова      |
| 1991/92 | 4-6 апреля 1992    | Рыбинск   | Елена Синицина    | Татьяна Нестерова   |                   |

#### Эстафета
| Год     | Дата              | Место     | Золото                                                                               | Серебро                                                                        | Бронза                                                             |
| 1987/88 | 23-24 апреля 1988 | Горький   | Ленинград-1 Марина Пылаева Наталья Исакова Лариса Кучинская Виктория Троицкая        | Украина Анжелика Ясинецкая Наталья Сверчкова Татьяна Бабиченко                 | Ленинград-2                                                        |
| 1988/89 | 21-24 апреля 1989 | Омск      | Профсоюзы-1 Светлана Третьякова Наталья Исакова Юлия Аллагулова Виктория Троицкая    | Профсоюзы-4 Анжелика Ясинецкая Наталья Сверчкова Татьяна Бабиченко О. Карелина | Профсоюзы-5                                                        |
| 1989/90 | 20-22 апреля 1990 | Ленинград | Профсоюзы-1 Марина Пылаева Наталья Исакова Юлия Аллагулова А. Рыко                   | «Динамо» Марина Ачинова Светлана Голохматова Е. Колчина Л. Шеметкова           | Профсоюзы-5 Ольга Кравченко Елена Синицина E. Ишутина H. Шматыгина |
| 1990/91 | 4-6 января 1991   | Рыбинск   | РСФСР-2 Татьяна Нестерова Светлана Голохматова Екатерина Михайлова Татьяна Соловьёва | Украина Анжелика Ясинецкая Наталья Сверчкова Татьяна Бабиченко И. Беляк        | РСФСР-1 дисквалифицирована                                         |